# My Name (보아의 음반)
《My Name》은 보아가 대한민국에서 발매한 4번째 정규 앨범이다. 전작인 3집 《Atlantis Princess》에서 어리고 소녀다운 이미지를 보여줬다면, 이 앨범에서 보아는 조금 더 자란 성숙미를 보여준다. 앨범에는 타이틀 곡인 〈My Name〉, 후속곡 〈Spark〉, 〈My Prayer (기도)〉 등 총 14곡이 수록되어 있다.
앨범의 타이틀 곡 〈My Name〉은 Kenzie가 작사·작곡을 맡았다. 어반 댄스(Urban Dance) 스타일의 곡으로, 골반 댄스 등 곡의 안무도 상당한 반응을 얻어 김영철·조정린 등 많은 연예인들이 방송에서 따라하기도 했다. 후속곡 〈Spark〉는 검은색 정장과 중절모를 쓰는 보이시한 스타일로 방송에 출연했고, 곡을 리믹스하여 전주 부분에 파워풀한 댄스를 보여주었다. 이후 발라드곡 〈My Prayer (기도)〉로 활동하였다.
앨범의 마지막 곡 〈We (우리)〉는 대금·소금·해금 등 국악 악기가 사용된 애절하고 웅장한 발라드로, 영화 《태극기 휘날리며》의 일본판 엔딩곡으로 사용되었다.

## 뮤직 비디오
앨범에 수록된 곡들 중 총 3곡에 뮤직비디오가 있다.
- 〈My Name〉
일본의 마스시 무토 감독이 촬영한 〈My Name〉의 뮤직 비디오는 샹들리에가 달린 넓은 클럽에서 댄서들과 춤을 추는 모습, 많은 거울들 속에서 움직이는 보아의 모습, 검은색과 하얀색의 대비로 이루어진 통로를 기어가는 모습 등으로 이루어져 있다. 이 곡의 뮤직비디오는 "보아의 성숙미를 가장 돋보이게 했다"는 평을 받으며[1] 2004년 말 KBS 가요대상 뮤직비디오상과 M.net KM 뮤직비디오 페스티벌 최우수 작품상을 차지했다.
- 〈Spark〉
후속곡임에도 뮤직비디오는 촬영하지 않았다.
- 〈My Prayer (기도)〉
따로 촬영하지는 않고, 보아의 어린 시절 연습 영상을 편집한 뒤 노래를 덧입혀 발표하였다.
- 〈바보같죠 (Stay In Love)〉
역시 따로 촬영하지 않고, 보아의 사진집 《Naturalle》의 사진들을 편집한 영상이다.

## (4집)방송 출연 목록
| (타이틀곡)My Name              |                                                        |                                                                              |
| 2004년 6월 12일                | MBC 음악캠프                                           | 컴백무대 My Name, Spark                                                      |
| 2004년 6월 13일                | 점핑보아 3기 팬미팅                                    | 어린이대공원 돔아트홀 My Name,보고싶다(witn 김범수),My Prayer,Spark          |
| 2004년 6월 18일                | KBS 뮤직뱅크                                           | 컴백무대 My Name, Spark                                                      |
| 2004년 6월 19일 (6월14일녹화)  | MTV LIVE WOW                                           | 컴백무대 My Name, Spark                                                      |
| 2004년 6월 20일                | SBS 인기가요                                           | 컴백무대 My Name, Spark                                                      |
| 2004년 6월 일                  | MBC라디오 최정원의 감성시대                            |                                                                              |
| 2004년 6월 25일 (6월15일녹화)  | Mnet 쇼킹M                                             | 한빛 기남 방송 7주년 기념 이천 공연 컴백무대 My Name, My Prayer, Spark       |
| 2004년 6월 26일                | MBC 음악캠프                                           | My Name + 금연송                                                             |
| 2004년 6월 26일                | KBS 사랑의 리퀘스트                                    |                                                                              |
| 2004년 6월 27일                | SBS 인기가요                                           |                                                                              |
| 2004년 월 일 (6월28일녹화)     | MTV LIVE WOW                                           |                                                                              |
| 2004년 월 일 (6월30일녹화)     | KMTV 쇼 뮤직탱크                                       |                                                                              |
| 2004년 7월 2일                 | KBS 뮤직뱅크                                           |                                                                              |
| 2004년 7월 일                  | SBS라디오 박용하의 텐텐클럽                            |                                                                              |
| 2004년 7월 3일                 | MBC 음악캠프                                           |                                                                              |
| 2004년 7월 4일                 | SBS 인기가요                                           |                                                                              |
| 2004년 월 일 (7월5일녹화)      | MBC 가요콘서트                                         |                                                                              |
| 2004년 7월 10일                | MBC 음악캠프                                           |                                                                              |
| 2004년 7월 11일                | SBS 인기가요                                           |                                                                              |
| 2004년 7월 14일                | SBS 아테네올림픽 D-30                                  |                                                                              |
| 2004년 7월 16일 (7월6일녹화)   | Mnet 쇼킹M                                             | 청주공연                                                                     |
| 2004년 7월 16일                | KBS 뮤직뱅크                                           |                                                                              |
| 2004년 7월 17일                | MBC 음악캠프                                           |                                                                              |
| 2004년 7월 17일 (6월21일녹화)  | SBS 호주 이민 30주년기념 콘서트                        | My Name, Spark, No.1, Valenti                                                |
| 2004년 7월 18일                | SBS 인기가요                                           |                                                                              |
| 2004년 7월 18일 (7월11일녹화)  | itv 뮤직쇼 악바리클럽                                  | 바보같죠, My Name, Spark                                                     |
| 2004년 7월 20일                | MBC라디오 김상혁,조정린의 친한친구                     |                                                                              |
| 2004년 7월 22일                | Mnet KMTV-m.net 슈퍼 조인트 콘서트                     | My Name, Spark                                                               |
| 2004년 7월 23일                | KBS 뮤직뱅크                                           |                                                                              |
| 2004년 7월 24일 (7월18일녹화)  | KBS 윤도현의 러브레터                                  | No.1, Valenti, My Name                                                       |
| 2004년 7월 24일                | MBC 음악캠프                                           |                                                                              |
| (후속곡)Spark                  |                                                        |                                                                              |
| 2004년 7월 25일                | SBS 인기가요                                           |                                                                              |
| 2004년 7월 25일 (7월20일녹화)  | KBS 열린음악회                                         |                                                                              |
| 2004년 7월 25일                | MBC라디오 전유성,최유라의 지금은 라디오시대            |                                                                              |
| 2004년 7월 27일                | 울산 서머 페스티벌                                     | Spark, My Prayer                                                             |
| 2004년 7월 28일                | 현대중공업 가족 한마당 큰잔치                          | Spark, My Prayer                                                             |
| 2004년 7월 29일                | SBS라디오 서민정의 기쁜 우리 젊은날                    |                                                                              |
| 2004년 7월 29일                | 수원삼성 vs FC바르셀로나 축하공연                      | My Name, Spark                                                               |
| 2004년 7월 29일                | Mnet M!COUNTDOWN                                       | My Name, Spark                                                               |
| 2004년 7월 29일                | MBC라디오 2004 FM4U 여름음악 페스티벌                  | My Prayer, My Name, Spark                                                    |
| 2004년 7월 30일                | KBS 뮤직뱅크                                           | Spark, Heal the world(with 동방신기)                                         |
| 2004년 7월 30일                | KBS라디오 자두의 라디오가 좋아요                       |                                                                              |
| 2004년 7월 31일                | MBC 대한민국 음악축제                                  | Spark, Hot Mail(with SMTOWN)                                                 |
| 2004년 8월 1일                 | SBS라디오 장근석의 영스트리트                          | 일일 DJ                                                                      |
| 2004년 8월 1일                 | SBS 인기가요                                           |                                                                              |
| 2004년 8월 7일                 | MBC 대한민국 음악축제 폐막공연                         | Spark, No.1                                                                  |
| 2004년 8월 8일                 | SBS 인기가요                                           |                                                                              |
| 2004년 8월 13일 (8월6일녹화)   | Mnet광주 팅콘서트                                      | My name, Rock with you, My Prayer, Spark, No.1, Valenti                      |
| 2004년 8월 14일                | MBC 음악캠프                                           |                                                                              |
| 2004년 8월 19일                | Mnet M!COUNTDOWN                                       |                                                                              |
| 2004년 8월 20일 (8월11일녹화)  | KMTV 쇼 뮤직탱크                                       | 강릉 경포대 공연 My Prayer, Spark                                            |
| 2004년 8월 21일                | KBS 올림픽 Oh! 필승 코리아                             | Spark, No.1                                                                  |
| 2004년 8월 22일                | SBS 인기가요                                           | 데뷔4주년기념 미니팬미팅                                                     |
| 2004년 8월 29일                | SBS 인기가요                                           |                                                                              |
| 2004년 8월 31일 (8월19일녹화)  | SBS 청소년 금연콘서트                                  |                                                                              |
| 2004년 9월 3일                 | KBS라디오 데니의 kiss the radio                        |                                                                              |
| 2004년 9월 8일                 | 도마 안중근 영화 시사회                                |                                                                              |
| 2004년 9월 5일 (8월29일녹화)   | KBS 열린음악회                                         |                                                                              |
| 2004년 9월 10일                | 중국 대련 국제 복장제 개막식 축하공연                  |                                                                              |
| 2004년 9월 10일 (9월1일녹화)   | KMTV 쇼 뮤직탱크                                       |                                                                              |
| 2004년 9월 11일                | MBC 음악캠프                                           |                                                                              |
| 2004년 9월 11일                | ABU로보콘 공연                                         | Spark, No.1, Valenti                                                         |
| 2004년 9월 12일                | SBS 인기가요                                           |                                                                              |
| 2004년 9월 17일                | KBS 뮤직뱅크                                           |                                                                              |
| 2004년 9월 19일                | SBS 인기가요                                           |                                                                              |
| 2004년 9월 24일                | KBS 뮤직뱅크                                           | 추석특집 BIG3콘서트 Spark, My Prayer, No.1, Valenti                          |
| 2004년 9월 24일                | CCTV 제5회 중국 금응예술제 골든이글페스티벌 스타콘서트 | Spark, My Name, No.1, Valenti                                                |
| 2004년 9월 26일                | SBS 인기가요                                           |                                                                              |
| (후속곡)My Prayer              |                                                        |                                                                              |
| 2004년 10월 3일                | SBS 인기가요                                           |                                                                              |
| 2004년 10월 3일                | 평화콘서트                                             | Spark, My Prayer                                                             |
| 2004년 10월 9일                | 성균관대학교 축제                                      | My Prayer, My Name                                                           |
| 2004년 10월 10일               | SBS 인기가요                                           |                                                                              |
| 2004년 10월 28일               | 2004 한국시리즈 6차전 시구                             | 현대 유니콘스 vs 삼성 라이온즈                                               |
| 2004년 10월 28일               | SBS라디오 최강희의 볼륨을 높여요                       |                                                                              |
| 2004년 10월 29일               | KBS 뮤직뱅크                                           |                                                                              |
| 2004년 10월 31일               | SBS 인기가요                                           | 보아 생일파티                                                                |
| 2004년 11월 5일                | KBS 뮤직뱅크                                           |                                                                              |
| 2004년 11월 6일 (11월3일녹화)  | ECC 콘서트 (이화여대)                                  | Spark, My Prayer                                                             |
| 2004년 11월 8일 (10월29일녹화) | Mnet 쇼킹M                                             | Spark, My Prayer                                                             |
| 2004년 12월 3일 (11월26일녹화) | KBS 아시아송 페스티벌                                  | My Name, Spark                                                               |
| 연말 시상식                    |                                                        |                                                                              |
| 2004년 12월 4일                | Mnet KM 뮤직비디오 페스티벌                            | 최우수 작품상 수상, My Name, Spark, the love bug(m-flo), tri-angle(동방신기) |
| 2004년 12월 16일               | 인도네시아 AMI AWARDS                                  | 자카르타 컨벤션센터 My Name, No.1, Valenti 17일 - 팬사인회 및 기자회견       |
| 2004년 12월 29일               | SBS 가요대전                                           | 본상, 최고인기상 수상, My Name, Spark                                        |
| 2004년 12월 31일               | MBC 10대 가수가요제                                    | 10대 가수상 수상, 홍백가합전 출연영상 및 보아 위성연결                       |

## 트랙 리스트
| #   | 제목                                         | 작사                             | 작곡                                                                        | 편곡                                                         | 재생 시간 |
| --- | -------------------------------------------- | -------------------------------- | --------------------------------------------------------------------------- | ------------------------------------------------------------ | --------- |
| 1.  | My Name                                      | Kenzie                           | Kenzie                                                                      | Kenzie                                                       | 3:12      |
| 2.  | Spark                                        | 홍지유                           | Johan Aberg, Sigurd Rosnes, Rich Allan, Clyde Lieberman                     | 안익수                                                       | 3:16      |
| 3.  | I Got U                                      | 양재선                           | Stevie Bensusan, Claudio Cueni for Xperimental Music(William Pyon)          | Claudio Cueni for Xperimental Music(William Pyon)            | 3:30      |
| 4.  | My Prayer (기도)                             | 김영후 (Xperimental Productions) | 김영후, William Pyon(Xperimental Productions)                               | 김영후, William Pyon(Xperimental Productions)                | 4:23      |
| 5.  | 완전한 날개 (One Wings-Embracing Each Other) | 유영진                           | 유영진                                                                      | 유영진                                                       | 3:29      |
| 6.  | 두근두근 (Pit-A-Pat)                         | 박창현 (New Monday Project)      | 박창현 (New Monday Project)                                                 | 박창현 (New Monday Project)                                  | 4:18      |
| 7.  | I Kiss                                       | Kenzie                           | Kenzie                                                                      | Kenzie                                                       | 3:18      |
| 8.  | Don't Give a Damn (상관없어)                 | 윤정                             | Svein Finneide, Jens Thoresen, Maria Storeng                                | 안익수                                                       | 3:03      |
| 9.  | 그럴 수 있겠지...!? (Maybe...maybe not!?)    | 박창학                           | 윤상                                                                        | 윤상                                                         | 3:23      |
| 10. | Etude                                        | 황성제 (Project NIREM)           | 황성제 (Project NIREM)                                                      | 황성제 (Project NIREM)                                       | 3:18      |
| 11. | 인사 (Good-Bye)                              | 박창현 (New Monday Project)      | 박창현 (New Monday Project)                                                 | 박창현 (New Monday Project)                                  | 4:25      |
| 12. | Feel Me                                      | 윤효상                           | Damon Shape, Lindy Robbins, Beau Dozier for Xperimental Music(William Pyon) | Damon Shape, Beau Dozier for Xperimental Music(William Pyon) | 3:14      |
| 13. | 바보같죠 (Stay In Love)                      | 하정호                           | 하정호                                                                      | 하정호                                                       | 4:17      |
| 14. | We (우리)                                    | 김태윤                           | 이동준                                                                      | 이동준                                                       | 4:45      |